# Schafgarben-Silbereule

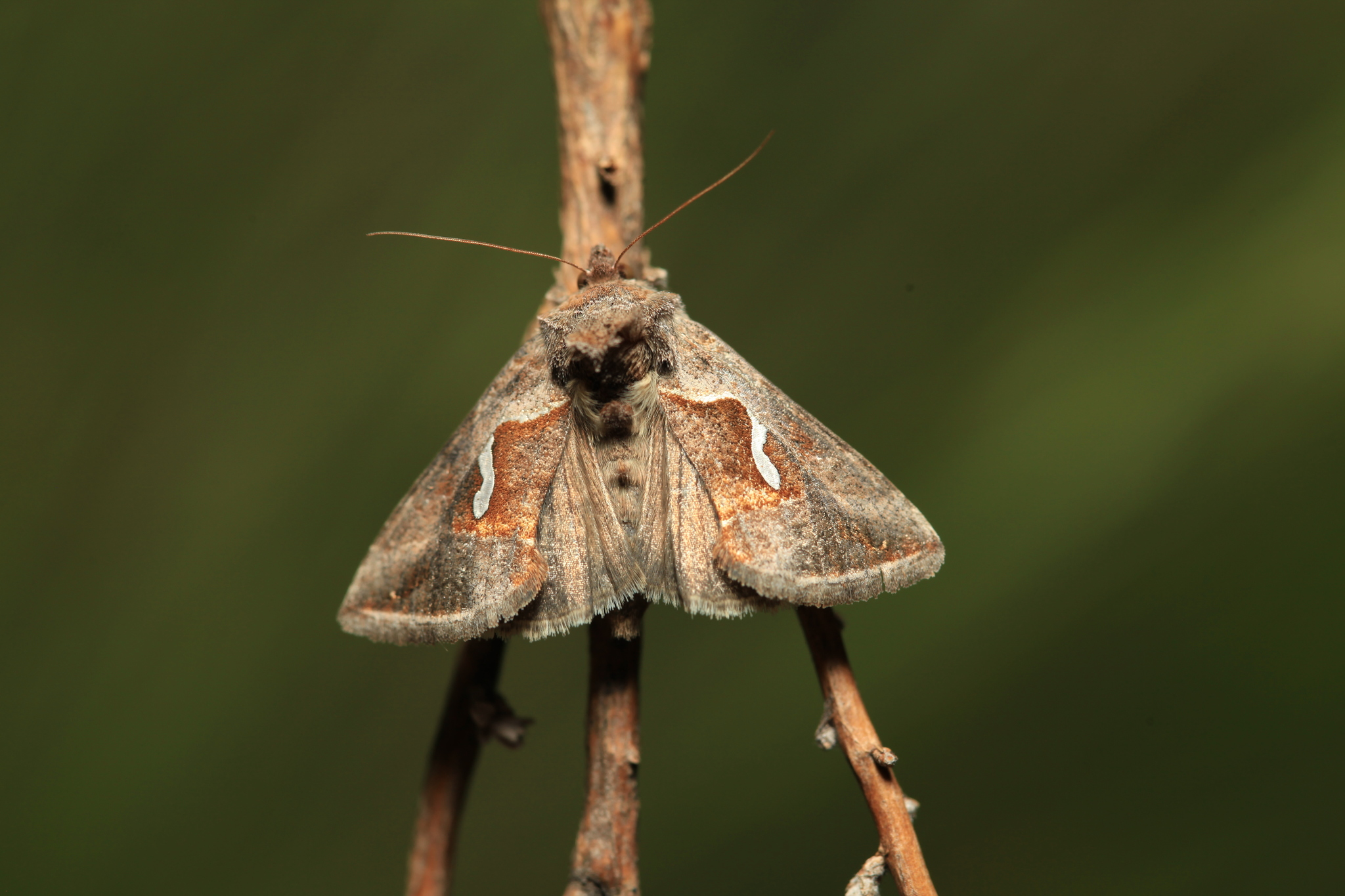
Schafgarben-Silbereule (Macdunnoughia confusa), Flügeloberseite

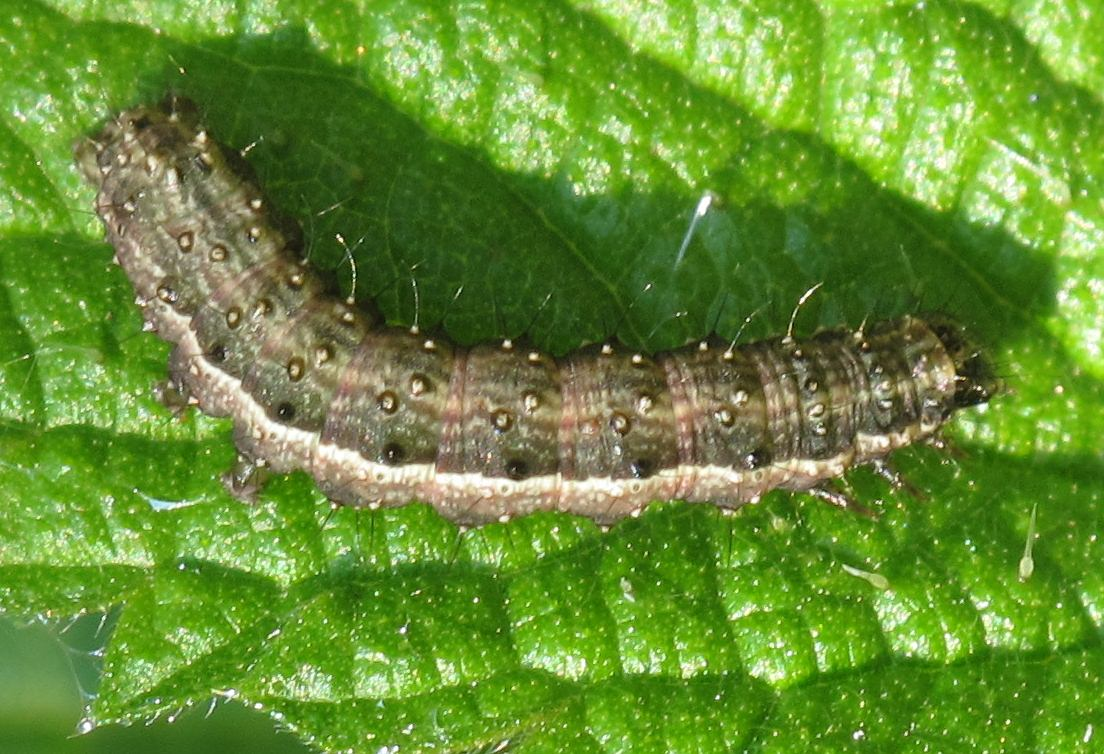
Raupe

Die Schafgarben-Silbereule, auch Feldstaudenrasen-Silbereule, Silberkommaeule (Macdunnoughia confusa) ist ein Schmetterling (Nachtfalter) aus der Familie der Eulenfalter (Noctuidae). Er ist nacht-, dämmerungs- und tagaktiv.

## Merkmale
Die Flügelspannweite der Falter beträgt 36 bis 42 mm. Kopf und Brustbereich sind schokoladenbraun. Auf dem Brustbereich sitzen zwei Höcker. Der vordere Höcker ist halbrund nach hinten gebogen. Die Grundfarbe der Vorderflügel variiert von graubraun bis dunkelbraun. Der Vorderflügel ist durch zwei Querlinien unterteilt, die etwa von der Mitte des Flügels bis zum Hinterrand reichen. Die innere Querlinie verläuft schräg nach hinten. Sie ist weiß und deutlich ausgeprägt. Die äußere Querlinie ist leicht gewellt und verläuft etwa parallel dem Saum. Sie ist dünn und farblich kaum hervorgehoben, meist etwas heller. Sie trotzdem durch den Farbwechsel vom Mittelfeld zum Außenfeld deutlich zu erkennen. Gelegentlich ist sie zum Hinterrand hin breiter und wird zu einem länglichen weißen, dünnen Fleck. Das Diskalfeld weist einen großen, länglichen, weißen, leicht gebogenen Fleck („Gamma“) auf, der charakteristisch für die Art ist. Die Saumlinie ist oft deutlich heller, die Fransen meist hellgrau. Die goldbraunen Hinterflügel werden zum Außenrand etwas dunkler. Die Unterseiten der Vorderflügel sind rotbraun und werden zum Rand hin ebenfalls dunkler. Es ist eine dunklere äußere Querlinie vorhanden sowie ein mehr oder weniger deutlich ausgeprägter, kleiner Diskalfleck. Die Raupe ist hell- bis graugrünlich, auch grau bis graubräunlich mit hellen Seitenstreifen, die zum Rücken dunkler gerandet sind. Der Kopf besitzt auf der Seite je einen schwarzen Streifen. Die Rückenlinie ist dunkelgrün, aber undeutlich weißlich begrenzt, die Nebenrückenlinien undeutlich weißlich. Die Punktwarzen oberhalb der Seitenlinie sind meist schwarz, ebenso die Brustbeine und der Kopf. Die Puppe hat eine grünlichweiße bis hellbraune Unterseite und einen schwarzen Rücken.

### Ähnliche Arten
Die Schafgarben-Silbereule ähnelt der Gammaeule. Sie ist jedoch kleiner und durch die andere Gestaltung des Gamma von dieser deutlich unterschieden.

## Geographische und Lebensraum
Die Art scheint derzeit in Ausbreitung begriffen zu sein. Zu Beginn des 19. Jahrhunderts kam die Art nur selten bis nach Süddeutschland vor. Anfang des 20. Jahrhunderts wurden Norddeutschland und Südskandinavien besiedelt. Allerdings ist es schwierig, die tatsächliche Nordgrenze bis zu der die Art auch bodenständig ist anzugeben, da die Art jeden Sommer weit nach Norden fliegt und dort auch eine Folgegeneration bildet. Die Raupen überstehen dann aber den Winter nicht und die Population wird dann im darauffolgenden Jahr von Zuwanderern neu aufgebaut. Sie ist heute fast europaweit verbreitet und wahrscheinlich auch in den meisten Ländern mit Ausnahme von Nordskandinavien und Nordrussland auch bodenständig. Sie ist sehr selten auf den Britischen Inseln und wahrscheinlich dort ebenfalls nicht bodenständig. Im Osten reicht das Verbreitungsgebiet über Vorder- und Mittelasien bis nach Kamtschatka, Japan, China und Korea.
Die Art bevorzugt die klimatisch wärmeren Gegenden Mitteleuropas und hat diese auch zuerst besiedelt. Die Art scheint auch in offenen Graslandschaften oder gering bewaldeten Regionen etwas häufiger zu sein. So kommen sie auf trockenen Wiesenflächen, Halbtrockenrasen, Böschungen, Bahndämmen, Hochwasserdämmen, Sandfluren, Feldrändern, Brachflächen, Ruderalflächen, Gärten und Schuttplätzen häufiger vor. Nasse und feuchte Gebiete werden weitgehend, außer für den Durchflug und evtl. auch Blütenbesuch gemieden. In den deutschen Mittelgebirgen steigt sie bis in etwa 1000 m Höhe an, in den Alpen bis etwa 1200 m.

## Lebensweise
Die Art bildet in Europa zwei Generationen, in klimatisch günstigen Gegenden auch drei Generationen. In günstigen Jahren sind wahrscheinlich sogar bis zu vier Generationen möglich. Die in Europa lebenden Populationen werden durch Zuwanderer aus Südeuropa verstärkt. Man kann die Falter fast kontinuierlich von Ende März bis weit in den Oktober hin beobachten. Sie sind gute Flieger, die tag-, dämmerungs- und nachtaktiv sind. Sie besuchen Blüten und werden nachts durch Lichtquellen angezogen. Sie lassen sich jedoch nicht durch Zucker ködern. Die Eier werden einzeln auf den Raupennahrungspflanzen abgelegt. Die Raupen leben polyphag auf einer großen Zahl von verschiedenen krautigen Pflanzen. Nachgewiesen sind z. B. die Große Brennnessel (Urtica dioica), Gewöhnliche Waldrebe (Clematis vitalba), Echter Haarstrang (Peucedanum officinale), Purpurrote Taubnessel (Lamium purpureum), Gemeine Schafgarbe (Achillea millefolium), Wermutkraut (Artemisia absinthium), Feld-Beifuß (Artemisia campestris), Fuchssches Greiskraut (Senecio fuchsii), Endivie (Cichorium endivia) u.v. a. Die Raupen überwintern. Die Verpuppung erfolgt in einem Gespinst am Boden.

## Systematik
Entsprechend dem großen Verbreitungsgebiet und der Variabilität existieren eine ganze Reihe von Synonymen. Früher wurde die Art zur Gattung Plusia gestellt.